# Fort Robinson
Fort Robinson, appelé initialement Camp Robinson, est un poste militaire de la United States Army établi le 8 mars 1874 à proximité de la ville actuelle de Crawford dans le Nebraska. Nommé en l'honneur du lieutenant Levi H. Robinson, tué le 9 février 1874 par des Amérindiens, le fort est abandonné en 1948.
C'est à Fort Robinson que le chef sioux lakota Crazy Horse se rend en 1877, avec trois cents familles sioux épuisées par l'hiver 1876-1877 et par la traque incessante des soldats, pour finalement être emprisonné et tué. 
C'est également dans cet endroit que, deux ans plus tard, en hiver 1878-1879, l'armée commit ce qui fut appelé le massacre de Fort Robinson (en). Plusieurs dizaines de Cheyennes du Nord qui avaient refusé de rester confinés dans leurs réserves du Kansas pour tenter de rejoindre leurs territoires traditionnels du Wyoming et du Montana sous la conduite du chef Dull Knife y furent tués, après y avoir été emprisonnés (ainsi que privés de vivre et de combustible de chauffage), et avoir tenté de s'en évader. Ce massacre souleva une vague d'indignation dans le pays.
Des descendants Cheyennes y commémorent leurs ancêtres chaque année le 9 janvier.